# Return to Me
Return to Me è un film del 2000 diretto da Bonnie Hunt.

## Trama
Bob ed Elizabeth Rueland vivono e lavorano a Chicago — Bob è un architetto, Elizabeth come zoologo al Lincoln Park Zoo.
La notte della sua raccolta fondi per una nuova casa dei primati, Bob promette a Elizabeth che finirà l'edificio. Elisabeth muore in un incidente d'auto lasciando la raccolta fondi e il suo cuore viene trapiantato all'artista Grace Briggs, che soffre di malattie cardiache dall'età di 14 anni ed è prossima alla morte.
L'intervento ha successo; Grace riesce a vivere una vita normale per la prima volta e progetta di fare il suo primo viaggio in aereo in Italia per andare a dipingere. La migliore amica di Grace, Megan Dayton, la incoraggia ad iniziare a frequentare qualcuno nonostante la sua autocoscienza per la lunga cicatrice chirurgica sul petto.
Grace scrive una lettera alla famiglia della donatrice dopo l'intervento, ringraziandola per il cuore che ha ricevuto ma le ci vuole più di un anno per trovare finalmente il coraggio di spedire la lettera. Bob lavora per costruire la casa dei primati per cui Elizabeth ha raccolto fondi; è ancora depresso un anno dopo la sua morte. Riconosce che deve riassumere la sua vita mentre diventa frustrato vedendo che anche il suo cane non ha superato la perdita. Il suo amico, il veterinario Charlie, gli organizza un appuntamento al buio da O'Reilly's, un sedicente ristorante italo-irlandese. L'appuntamento va malissimo, ma Bob scopre di essere interessato alla cameriera - Grace, che è anche la nipote del proprietario del ristorante, Marty O'Reilly.
Sebbene entrambi non siano consapevoli del legame che hanno attraverso il cuore di Elizabeth, Bob e Grace iniziano a frequentarsi. Man mano che si avvicinano, Grace è riluttante a raccontare a Bob la sua storia medica. Dopo diversi mesi di appuntamenti, Grace decide finalmente di dire a Bob del suo trapianto. Tuttavia, prima che ne abbia la possibilità, trova a casa sua la lettera che aveva inviato diversi mesi prima. Inorridita dalla scoperta, Grace fugge e racconta tutto a Megan. Il marito di Megan, Joe, si infuria perché ha frainteso il panico di Grace e pensa che Bob debba essere sposato. Megan poi gli spiega la situazione dicendogli che Grace ha il cuore della moglie morta di Bob. Quando Grace incontra di nuovo Bob, gli dice la verità. Stordito e non sapendo cosa dire, l'uomo se ne va.
Contravvenendo al consiglio di Megan di non fuggire dalla situazione, Grace se ne va in Italia. Nel frattempo Bob si rende conto che, anche se gli mancherà sempre Elizabeth, ha in testa solo Grace e soffre senza di lei. Decide quindi di seguirla ed i due si riuniscono in Italia. Poi i due tornano a Chicago per l'inaugurazione della nuova casa dei primati.
Alla fine del film vediamo Wally e Sophie ballare allegramente al loro ricevimento di nozze al ristorante O'Reilly's, e Charlie che tiene in braccio il bambino di Joe e Megan visibilmente incinta, mentre si uniscono a Grace e Bob sulla pista da ballo.

## Distribuzione
Il film è uscito nelle sale cinematografiche statunitensi il 7 aprile 2000, in Italia il 9 giugno dello stesso anno.